# Murat Sözkesen
Murat Sözkesen (* 1. April 1975 in Ünye) ist ein ehemaliger türkischer Fußballspieler, -trainer und -funktionär. Durch seine langjährige Tätigkeit für Bursaspor wird er stark mit diesem Verein assoziiert. Auf Fan- und Vereinsseite wird er als einer der bedeutendsten Spieler der Klubgeschichte aufgefasst. Mit 57 Ligatoren in der Liste der Spieler mit den meisten Süper-Lig-Toren für Bursaspor ist er hinter Okan Yılmaz (89 Tore) an zweiter Stelle. Zudem befindet er sich mit 185 Erstligaeinsätzen für Bursaspor in der Liste der Spieler mit den häufigsten Süper-Lig-Einsätzen der Vereinsgeschichte auf der 14. Stelle. Als bekanntestes Eigengewächs wird er auch von seinem Heimatverein Ünyespor als eine der wichtigsten Persönlichkeiten der Klubgeschichte aufgefasst. Für diesen Verein war Sözkesen neben seiner Spielertätigkeit auch als Vereinspräsident und als Cheftrainer aktiv.

## Spielerkarriere

### Verein
Sözkesen erlernte das Fußballspielen in der Nachwuchsabteilung von Ünyespor, dem bekanntesten Verein seiner Heimatstadt Ünye. Im Sommer 1994 wurde er mit einem Profivertrag ausgestattet in den Profikader aufgenommen und wurde auch Anhieb ein Stammspieler.
Nachdem Sözkesen als Neunzehnjähriger in seiner ersten Profisaison in 31 Ligaspielen acht Tore erzielt hatte, wurde er zur Saison 1995/96 vom Erstligisten Bursaspor verpflichtet. Da dieser Verein in seiner Offensive bereits mit Spielern wie Ercüment Şahin, Magid Musisi, Elvir Baljić und Hakan Keleş stark besetzt war, wurde Sözkesen zur Erfahrungssammlung an den Partnerverein Bursa Merinosspor ausgeliehen. Zur nächsten Saison, der Saison 1996/97, kehrte er zu Bursaspor zurück und wurde dieses Mal vom neuen Cheftrainer Gordon Milne im Kader behalten. In dieser Saison setzte sich Sözkesen gegenüber den anderen Stürmern durch und war neben Baljić der Offensivspieler mit den meisten Einsätzen. Er wurde mit seinem Verein Tabellenfünfter und wiederholte damit mit diesem die bis dato zweitbeste Erstligaplatzierung der Vereinsgeschichte. Mit Baljić bildete er in der zweijährigen gemeinsamen Zeit ein erfolgreiches Sturmduo. In der Saison 1997/98 wurde Sözkesen mit neun Ligatoren hinter Baljić der erfolgreichste Torschütze seines Vereins. Nachdem Baljić im Sommer 1998 von Fenerbahçe Istanbul verpflichtet wurde, stieg Sözkesen zum wichtigsten Leistungsträger seiner Mannschaft auf und wurde mit elf Saisontoren der erfolgreichste Torschütze seines Vereins. In dieser Saison bildete er auch das erste Mal mit Okan Yılmaz ein Sturmduo. Mit diesem bildete er vier Jahre lang eines der erfolgreichsten Sturmduos der Vereinsgeschichte. In der Saison 2001/02 spielte er beim 5:0-Heimsieg gegen den türkischen Spitzenklub Galatasaray Istanbul eine Schlüsselrolle. Er erzielte bei diesem Kantersieg zwei Tore und war an allen anderen Toren beteiligt. Nach dieser Partie bemühte sich Galatasaray um eine Verpflichtung Sözkesens.
Im Frühjahr 2002 wurde schließlich Sözkesen mit einer Kaufoption von Galatasaray für den Rest der Saison ausgeliehen. Hier wurde er vom Cheftrainer Mircea Lucescu gleich in den Mannschaftsplanungen berücksichtigt und regelmäßig eingesetzt. Nachdem es den Anschein hatte, dass Sözkesen sich innerhalb der Mannschaft etablierte, zog sich dieser in der Champions-League-Partie vom 20. Februar 2002 gegen den FC Liverpool eine schwere Verletzung zu und fiel den Rest der Saison aus. Mit seinem Verein beendete er die Saison als Türkischer Meister.
Zum Saisonende entschied sich Galatasaray auf Direktive seines neuen Cheftrainers Fatih Terim gegen die Kaufoption und schickte damit den noch verletzten Sözkesen zu dessen vorherigen Klub zurück. Bei Bursaspor gelang es Sözkesen nicht, sich von der schweren Verletzung zu erholen und an seine frühere Form anzuknüpfen. Nachdem er eine Saison hinter den Erwartungen bei Bursaspor verbracht hatten, wurde er im Sommer 2003 vom Ligarivalen Çaykur Rizespor verpflichtet. Hier spielte aber zwei Spielzeiten lang und blieb weiterhin hinter seiner üblichen Form.
Im Sommer 2005 wechselte er innerhalb der Süper Lig zu Samsunspor. Nachdem er hier bis zum Februar 2006 ohne Pflichtspieleinsatz geblieben war, löste er nach gegenseitigem Einvernehmen seinen Vertrag auf und wechselte zum Drittligisten und seinen Heimatverein Ünyespor. Bei diesem Verein spielte er die nächsten eineinhalb Spielzeiten und beendete im Sommer 2007 seine Karriere.
Nachdem er Sözkesen zwischenzeitlich als Vereinspräsident von Ünyespor tätig gewesen war und seine Frau in einem Verkehrsunfall verloren hatte, entschied er sich im Frühjahr 2008 seine Spielerkarriere weiter fortzusetzen. So wurde er vom bekanntesten Verein seiner Heimatprovinz Ordu, von Orduspor, verpflichtet. Nachdem er bis zum Saisonende in keiner Begegnung eingesetzt worden war, beendete er zum zweiten Mal seine Karriere.
2010 entschied Sözkesen erneut, seine Spielerkarriere fortzusetzen, und spielte der Reihe nach bei den Amateurvereinen Ankara Jandarmagücü und Bartınspor. Bei Letzterem beendete er im 2012 seine Karriere.

### Nationalmannschaft
Sözkesen spielte 1997 vier Mal für die türkische U-21-Nationalmannschaft und erzielte dabei ein Tor.

## Trainerkarriere
Sözkesen übernahm im September 2012 seinen Heimatverein Ünyespor als Cheftrainer und betreute diesen bis zum April 2013.
Anfang Januar 2014 übernahm er seinen früheren Verein Bartinspor als Cheftrainer. Nach dem Start der Rückrunde wurde er nach einem Spieltag von seinem Trainerposten entlassen.

## Funktionärskarriere
Nachdem er im Sommer 2007 bei Ünyespor seine Spielerkarriere beendet hatte, kandidierte er im September 2007 um den Posten des Vereinspräsidenten des krisengeschüttelten Vereins und wurde nach gewonnener Wahl Vereinspräsident. Von diesem Amt trat er bereits nach einigen Monaten zurück.

## Erfolge
Mit Galatasaray Istanbul
- Türkischer Meister: 2001/02

## Familie
Sözkesen war mit Nilcan Sözkesen verheiratet und besaß mit ihr die beiden Söhne Emirhan und Murat Can. Die Familie war am 11. November 2007 in einem schweren Verkehrsunfall verwickelt, in dessen Folge mehrere Menschen tödlich verunglückten bzw. sich schwer verletzten. Unter anderem verletzte sich Sözkesens Ehefrau Nilcan schwer und starb, nachdem sie 24 Tage im Koma lag, an den Folgen ihrer Verletzungen. Der damals erst zweijährige Sohn Emirhan verletzte sich ebenfalls, erholte sich aber schnell von seinen Verletzungen.